# ويليام إيفانز (لاعب كرة قدم)
ويليام إيفانز (بالإنجليزية: William Evans)‏ هو لاعب كرة قدم بريطاني (وحمل سابقاً جنسية المملكة المتحدة لبريطانيا العظمى وأيرلندا) في مركز الدفاع، ولد في 1 سبتمبر 1853 في المملكة المتحدة، وتوفي في 23 أبريل 1919 في المملكة المتحدة. لعب مع Oxford University A.F.C. ‏.

## وصلات خارجية
- ويليام إيفانز على موقع قاعدة بيانات كرة القدم.إي يو (الإنجليزية)
- ويليام إيفانز على موقع قاعدة بيانات كرة القدم.إي يو (الإنجليزية)
- ويليام إيفانز على موقع قاعدة بيانات كرة القدم.إي يو (الإنجليزية)